# Château de Montlys
 (septembre 2023).
Améliorez-le ou discutez des points à vérifier. 
Le château de Montlys (ou Montlis) est situé à Saint-Cyr-sur-le-Rhône, au sud du département du Rhône, à flanc de colline, sur la rive droite du Rhône. Il est environné de vignes.

## Description
- Le château comprend un corps de logis principal flanqué de deux pavillons avec lesquels il forme un "U" et auxquels il est relié par deux tours d'escalier de faible diamètre et à haute toiture d'ardoise. Le corps de logis et les pavillons sont coiffés d'une toiture de tuile, à double pente.
- La façade principale est orientée face au fleuve; elle comprend un rez-de-chaussée, un étage et un étage de combles.
- Des fenêtres à meneaux donnent sur une cour intérieure en terrasse. Chacun des pavillons est prolongé, vers l'extérieur, par une tour ronde et, vers l'intérieur, par une échauguette. Ces tours ont une toiture en plan incliné.
- On accède à la propriété soit par une allée, côté sud, soit par une cour délimitée par des communs, côté nord.
- Le château ne se visite pas.

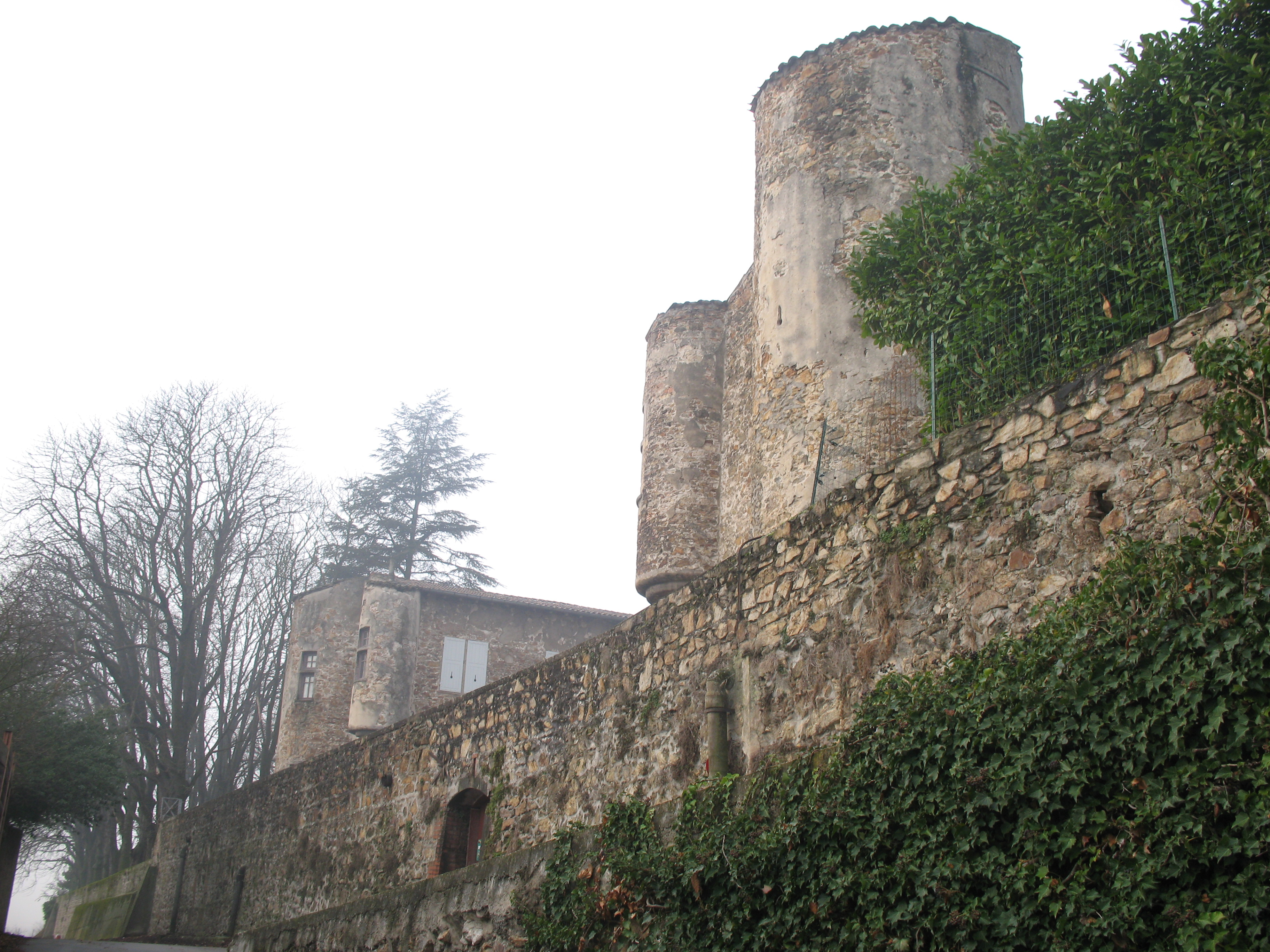
Côté est (tours prolongeant les pavillons)
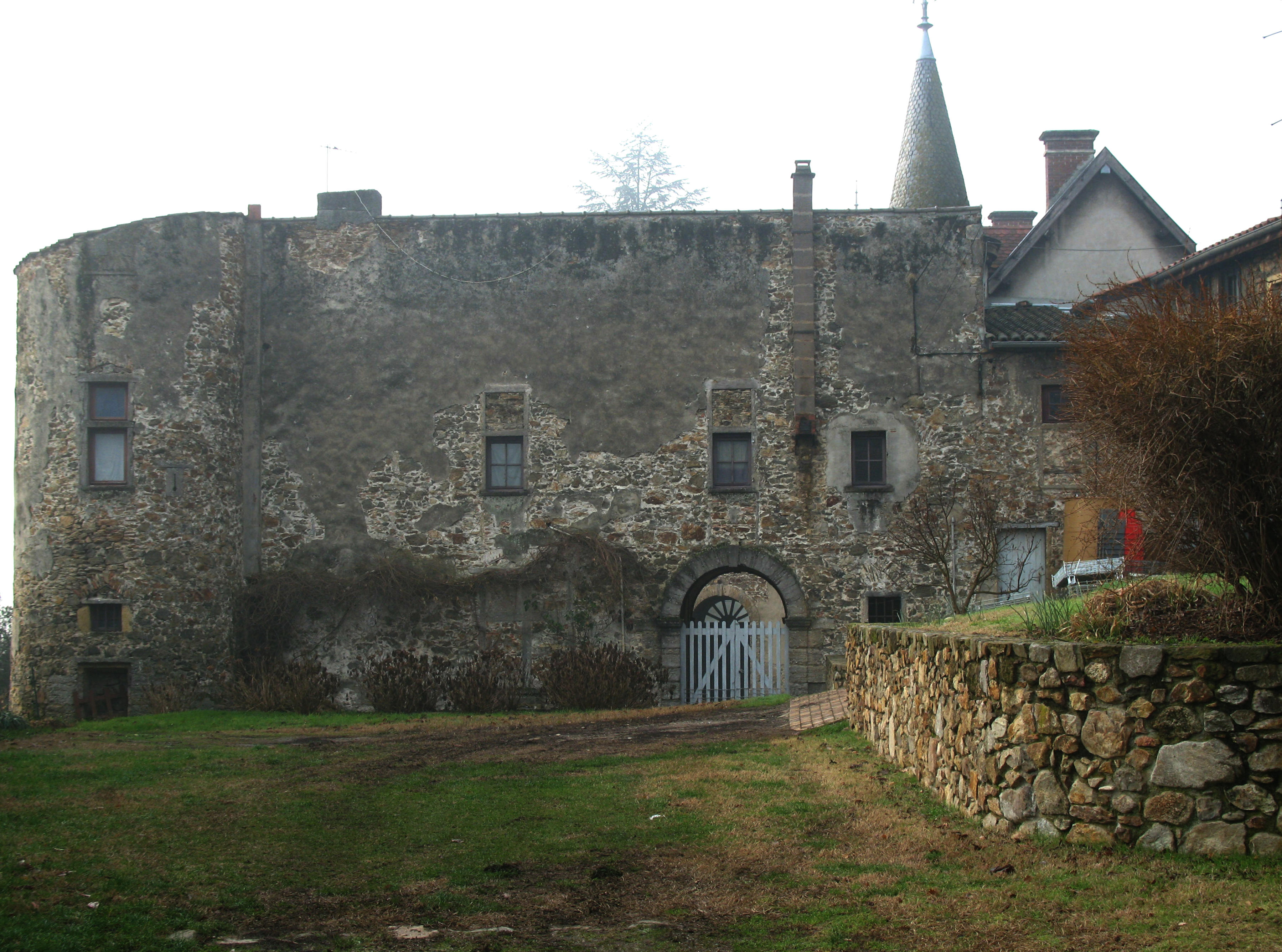
Côté nord

## Historique
Famille Bolot :
- Henri (1811 – ), industriel du verre, épouse Olympe de Vaugelas (1822 – ) ; de cette union naît une fille Octavie (1845 – 1940) ;

Famille Thomas de Saint-Laurent :
- Henri (1841 – 1908), polytechnicien, ingénieur des ponts et chaussées, épouse en 1868 Octavie Bolot, précédemment citée ; ils auront sept enfants ;
- Joseph (1875 – 1940) meurt sans alliance.

### Époque moderne
Le domaine est actuellement exploité pour la viticulture.